# Église du Bon-Pasteur de Shanghai
L'église du Bon-Pasteur est une église catholique de Shanghai consacrée au Bon Pasteur construite par les jésuites. Elle dépend du diocèse de Shanghai.

## Histoire

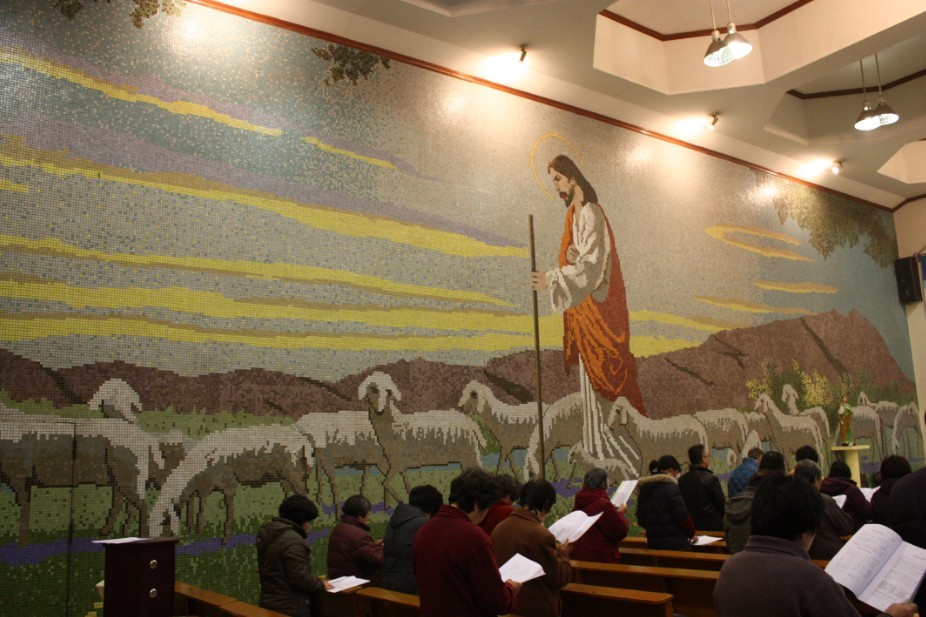
Intérieur de l'église.

Les jésuites de Shanghai font construire pour les anglophones une église en 1933 qu'ils consacrent au Bon Pasteur, mais après la prise de pouvoir des communistes en 1949 ils tentent de sauvegarder leur université l'Aurore et ils donnent le 1er février 1951 l'église au diocèse de Shanghai et donc au clergé chinois. Mais l'éradication de toute expression religieuse est en marche : le 15 juin 1953, tous les prêtres chinois de la paroisse sont arrêtés en tant qu'« espions impérialistes ». Malgré les protestations des paroissiens, ils sont jugés pour espionnage le 17 juin suivant et condamnés à la prison. Les missionnaires étrangers sont expulsés du pays. En avril 1954, c'est au tour de l'évêque de Shanghai, Mgr Kung, d'être arrêté, ainsi que les prêtres encore libres. Les paroissiens gardent toutefois l'usage de l'église, unique exception à Shanghai.
En 1966, au début de la révolution culturelle, l'église est confisquée par les autorités et sert de salle culturelle. Elle est rendue au culte en 1985.
On remarque à l'intérieur une grande mosaïque représentant le Bon Pasteur et ses brebis.